# Goose house Phrase ＃17 Flight
『Goose house Phrase #17 Flight』（グース ハウス フレーズ セブンティーン フライト）は、Goose houseの通算9作目のアルバム。2018年4月11日にgr8!recordsより発売された。

## 概要
前作『Goose house Phrase #15 HEPTAGON』以来約1年2ヶ月ぶりのアルバムで、ライブ映像作品『Goose house Live house Tour 2017.11.22 TOKYO』との同時発売。Goose house名義では事実上最後のアルバムであり、同時に最後のリリース作品となった。
2018年4月23日付のオリコン週間アルバムランキングで初登場19位を獲得した。
5月5日から19日に本作を引っ提げたライブハウスツアー『Goose house Live Tour 2018 Flight』が、札幌・名古屋・東京・大阪の4都市4公演で開催された。

## 収録曲

### CD
- 全曲 作詞・作曲: Goose house

1. 春の涙を (5:00)
（編曲：齊藤ジョニー）
2. #記念写真 (4:22)
（編曲：秋田茉梨絵）
3. Bad Luck (4:19)
（編曲：マナミ）
4. 無邪気な冒険心 (4:38)
（編曲：澤田空海理・秋田茉梨絵）
5. 地図にない道 (4:51)
（編曲：WABISABI）
6. スイングガール (3:40)
（編曲：秋田茉梨絵）
7. ジョンとヨーコ (5:06)
（編曲：WABISABI）
8. Laugh (3:25)
（編曲：太田貴之）
9. 何もかも有り余っている こんな時代も (5:02)
（編曲：Goose house）
  - 6thシングル収録曲
10. 繋ぐひと (5:17)
（編曲：秋田茉梨絵）
11. 笑顔の花 (4:44)
  - 6thシングル

### DVD(初回限定盤のみ付属)
2017年11月22日に行われた『Goose house Live House Tour 2017』東京公演から、下記楽曲のライブ音源を収録している。
1. オトノナルホウヘ→ (5:27)
2. ALL MY LOVE (3:59)
3. 笑顔の花 (5:14)
4. 何もかも有り余っている こんな時代も (5:12)